# Álex Menéndez
Alejandro Menéndez Díez (Gijón, Asturias, España, 15 de julio de 1991), conocido como Álex Menéndez, es un futbolista español que juega como defensa en el U. P. Langreo de la Segunda Federación.

## Trayectoria
Se incorporó a la cantera del Real Sporting de Gijón en 2003, procedente del Astur C. F. En la campaña 2010-11 pasó a formar parte de la plantilla del Real Sporting de Gijón "B" en la Segunda División B. Debutó con el primer equipo del Sporting el 13 de diciembre de 2011 en un partido correspondiente a los dieciseisavos de final de la Copa del Rey, disputado en el Iberostar Estadio contra el R. C. D. Mallorca. Se estrenó como jugador de Primera División el 1 de mayo de 2012 en el estadio El Molinón ante el Villarreal C. F.
En la campaña 2014-15 se incorporó definitivamente a la primera plantilla del Sporting y consiguió un ascenso a Primera División con la victoria por 0-3 de su equipo ante el Real Betis Balompié en el estadio Benito Villamarín en la última jornada del campeonato. Al término de la temporada 2015-16 se desvinculó del club tras finalizar su contrato y no recibir una oferta de renovación. El 30 de julio de 2016 se anunció su fichaje por el Girona F. C. para las dos siguientes campañas, pero el 8 de agosto el club le rescindió el contrato debido a una rotura del ligamento cruzado que lo obligó a estar apartado de los terrenos de juego durante ocho meses. Tras un año sin competir, el 13 de julio de 2017 se anunció su fichaje por el C. F. Reus Deportiu.
Una temporada después firmó con el Aris Salónica F. C., equipo que lo cedió al Córdoba C. F. el 31 de enero de 2019. Tras su vuelta a Grecia estuvo varios meses sin cobrar y fue apartado del equipo.
El 19 de marzo de 2021, después de haber superado un periodo de prueba, firmó con el Zamora C. F. hasta final de temporada. Tras la misma quedó libre, y no fue hasta enero del año siguiente que encontró un nuevo equipo, llegando al Salamanca C. F. UDS hasta el mes de junio. Llegado ese momento volvió a quedarse sin equipo y, nuevamente en enero, fichó por el Xerez Deportivo F. C. Una vez finalizada la temporada permaneció unos meses como agente libre hasta que en noviembre se incorporó al C. D. Covadonga. Allí disputó 20 encuentros, en los que marcó tres goles, y en julio de 2024 se unió al U. P. Langreo.

## Clubes
| Club                       | País   | Año       |
| -------------------------- | ------ | --------- |
| Real Sporting de Gijón "B" | España | 2010-2014 |
| Real Sporting de Gijón     | España | 2014-2016 |
| C. F. Reus Deportiu        | España | 2017-2018 |
| Aris Salónica F. C.        | Grecia | 2018-2019 |
| Córdoba C. F.              | España | 2019      |
| Aris Salónica F. C.        | Grecia | 2019-2020 |
| Zamora C. F.               | España | 2021      |
| Salamanca C. F. UDS        | España | 2022      |
| Xerez Deportivo F. C.      | España | 2023      |
| C. D. Covadonga            | España | 2023-2024 |
| U. P. Langreo              | España | 2024-     |